# Itaparica (tiểu vùng)
Itaparica là một tiểu vùng thuộc bang Pernambuco, Brasil. Tiều vùng này có diện tích 9514 km², dân số năm 2007 là 116542 người.